# Александру Іпсіланті (старший)
Александру Вода Іпсіланті (рум. Alexandru Ipsilanti, грец. Ἀλέξανδρος Ὑψηλάντης — Alexandros Ypsilantis, *1725, Константинополь — †13 грудня 1807, Константинополь) — господар Волощини в 1775-1782 і 1796-1797 і Молдавського князівства в 1786-1788. Член фанаріотського аристократичного роду Іпсіланті.

## Біографія

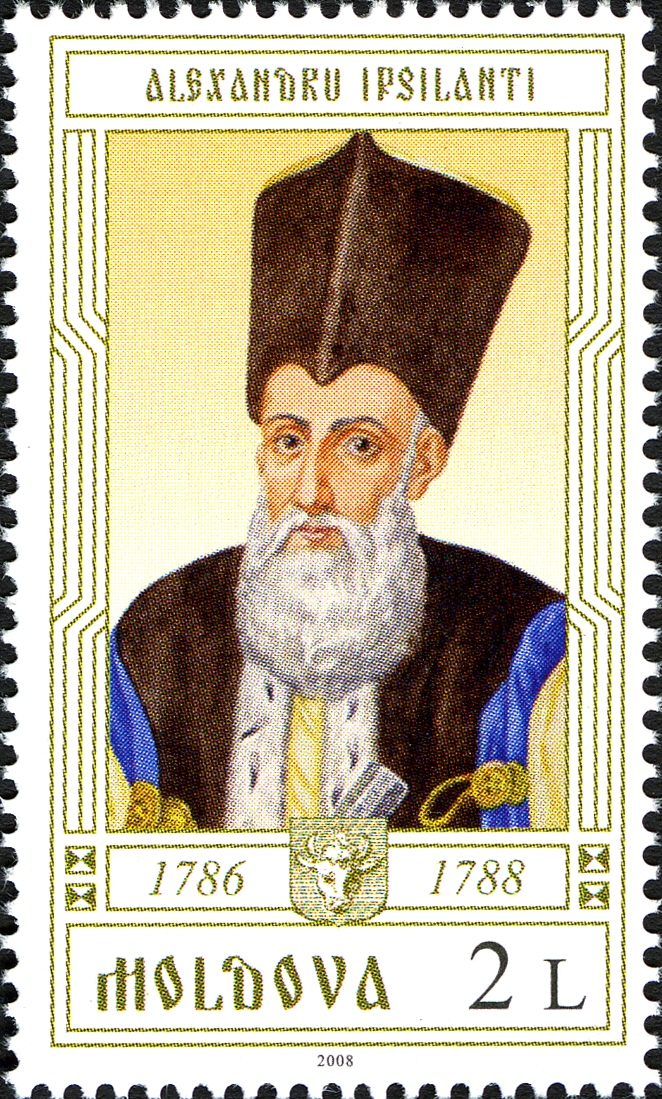
Поштова марка Молдови, 2008

У 1774 як дипломат Османської імперії взяв участь у підписанні Кючук-Кайнарджійського мирного договору з Росією. У цьому ж році був призначений драгоманом.
У 1775 був призначений господарем Волощини після виведення з неї російських військ. Вжив низку заходів щодо впорядкування оподаткування і реорганізації системи державного управління, сприяв розвитку торгівлі та ремесла в обох князівствах, відкрив ряд нових лікарень і шкіл; в Волощині в 1780 кодифікував закони за візантійським зразком, відомі як «Кодекс Іпсіланті» («Правільнічаска кондіке»).
У своїй політиці дотримувався орієнтації на Росію, розраховуючи з її допомогою домогтися звільнення Греції.
У 1807 році був заарештований турецькими властями і страчений.